# Centreville (Michigan)
Centreville település az Amerikai Egyesült Államok Michigan államában, Saint Joseph megyében, melynek megyeszékhelye is. Lakosainak száma 1319 fő (2020. április 1.).

## Népesség
A település népességének változása:

| 2010 | 1 425 |
| 2020 | 1 319 |